# Chaetodon gardineri
Chaetodon gardineri е вид бодлоперка от семейство Chaetodontidae. Видът не е застрашен от изчезване.

## Разпространение и местообитание
Разпространен е в Йемен, Индия, Индонезия, Иран, Обединени арабски емирства, Оман, Пакистан, Сомалия и Шри Ланка.
Обитава крайбрежията на океани, морета, заливи и рифове. Среща се на дълбочина от 10 до 28,3 m, при температура на водата около 25,6 °C и соленост 36 ‰.

## Описание
На дължина достигат до 17 cm.
Популацията на вида е стабилна.